# Oratorio del Carminello

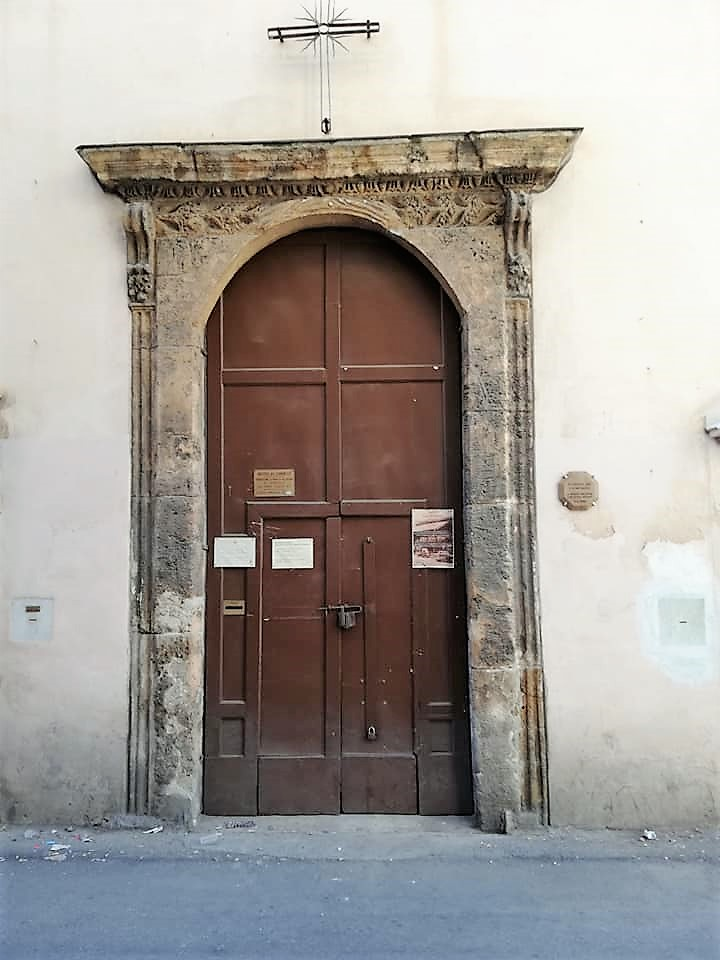
Portale.

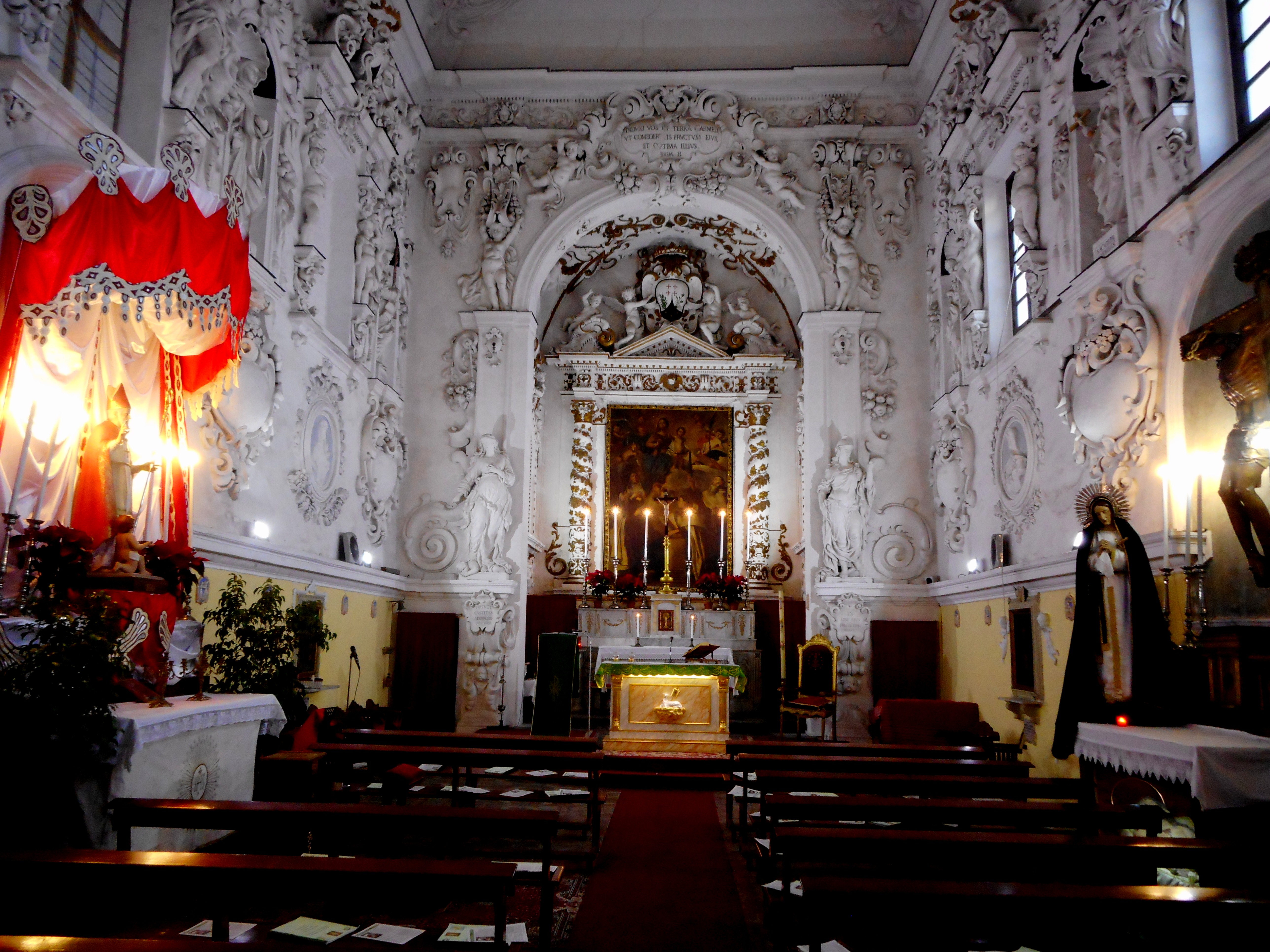
Interno.

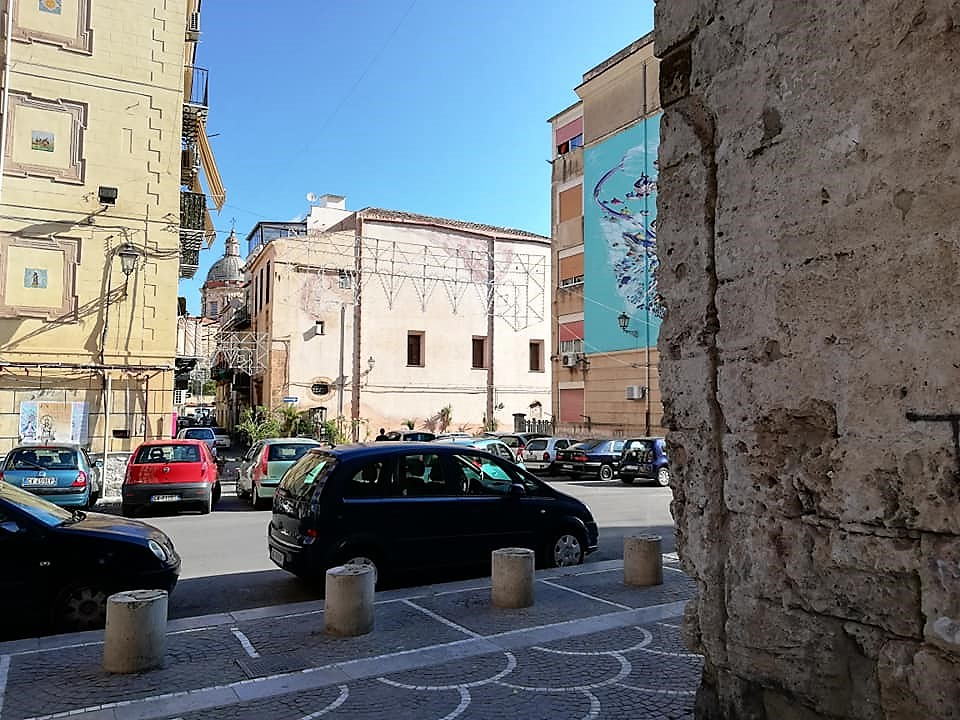
L'oratorio visto da Porta Sant'Agata.

L'oratorio del Carminello (detto anche del Carmine Minore) fu costruito intorno al 1690 per volere della compagnia della Madonna del Carmelo (nata pochi anni prima) nel quartiere storico dell'Albergheria, a Palermo.

## Storia
La sua costruzione fu possibile grazie ai cospicui finanziamenti di alcuni aristocratici palermitani e subito divenne popolare col nome di  Carminello, per meglio distinguerlo dalle altre confraternite del capoluogo siciliano dedicate alla Madonna del Carmine. Nei pressi dell'edificio si trovava la chiesa di San Nicola di Bari (distrutta da un bombardamento nel 1875), comunicante con l'oratorio attraverso passaggi e porte ormai murate. Per secoli l'oratorio è stato gestito dai frati carmelitani che vi si riunivano in preghiera.
Per l'esecuzione dell'apparato decorativo in stucco si alterneranno Gaspare Guercio, nel 1651 Marco La Porta, nel 1659 Vito Sulfarello, nel 1694 Giacomo Serpotta.
Nel 1915 la gestione dell'oratorio passò invece nelle mani della Confraternita di Maria Santissima del Rosario al Carminello. Ciò è confermato dalla cripta sottostante, utilizzata come cimitero esclusivamente per gli appartenenti alla confraternita stessa. Numerosi i restauri e i consolidamenti dell'edificio (l'ultimo a cura della Soprintendenza ai beni culturali e ambientali di Palermo) che, dopo esser rimasto chiuso per anni, è stato restituito al culto.

## Descrizione
L'oratorio ha forma rettangolare, con il portone d'ingresso posto su uno dei lati corti. Un antioratorio (al di sopra del quale vi è il coro) conduce all'unica navata. Ad essa segue un presbiterio, al quale si accede tramite un arco monumentale. Sia le pareti laterali che la controfacciata sono totalmente decorate con rilievi in stucco. In particolare in questa troviamo tondi prospettici che raffigurano la Natività (a sinistra) e il Riposo durante la fuga in Egitto (a destra). Essi risalgono ai primi anni del Settecento e se in passato li si attribuiva a Giacomo Serpotta, oggi si è più propensi a ritenerli opera del figlio Procopio. Accostate ai tondi e sopra la cornice che sormontava il luogo dove un tempo sedevano i superiori della compagnia, vi sono due statue allegoriche. Si tratta della Mansuetudine (legata all'episodio della Natività) e della Compassione (connessa al secondo episodio). Chiudono in alto gli archi della cantoria con al centro il dipinto raffigurante la Madonna del Rosario, titolare
della Confraternita di Maria Santissima del Rosario al Carminello.
Ai vani delle finestre affiancati da coppie di angeli o di putti si alternano nicchie ove sono collocate statue raffiguranti religiosi cari alla devozione carmelitana:
Sant'Elena Carmelitana, Sant'Angelo Carmelitano, Santa Teresa d'Avila, Sant'Elia sulla parete sinistra - a seguire l'altare maggiore -

Sant'Eliseo, Santa Maria Maddalena de' Pazzi, Sant'Alberto Carmelitano, Beata Angela da Sciacca sulla parete destra.
La volta è invece dipinta semplicemente di bianco; lo stesso colore che predomina all'interno dell'intero oratorio. Festoni di frutta, ghirlande, arabeschi, architravi e cornicioni sormontati da stemmi coronati chiudono la prospettiva verso l'alto, mentre un motivo a targhe con volute alternate a medaglioni completa la decorazione nella parte inferiore.
Il presbiterio è caratterizzato da un fastoso arco trionfale sormontato da una targa sorretta da putti, sui mensoloni laterali davanti alle grandi volute a ricciolo sono collocate le statue raffiguranti le allegorie della Castità e della Prudenza. Nella grande arcata incassata, decorato con stucchi dorati, s'innalza l'altare marmoreo delimitato da colonne tortili festonate sormontate da architrave e timpano triangolare. Sulle cimase a ricciolo putti osannanti fanno ala ad un grande stemma coronato sorretto da angeli festanti. Nell'edicola campeggia un dipinto raffigurante la Madonna del Carmine ritratta con Santa Teresa d'Avila, Santa Maria Maddalena de' Pazzi, San Simone Stock e Sant'Angelo da Licata, copia di un dipinto di Pietro Novelli.
All'interno dell'oratorio si trova anche la vara con una statua lignea della Madonna del Rosario e una raffigurante San Domenico in cartapesta, un Crocifisso e una Addolorata collocati in una arcata della parete destra. Ciò che infine colpisce di quest'Oratorio è l'evidente contrasto tra la ricchezza delle decorazioni in stucco all'interno e l'aspetto esterno decisamente spartano.

## Cripta
Attraverso una botola posta nel pavimento davanti al portone, a delle scale e ad un corridoio si accede alla cripta. Essa è suddivisa in tre ambienti: il primo è una stanza dove venivano preparati i corpi dei confratelli defunti; poi vi è il sottostante colatoio; e infine una stanza con 32 loculi per le sepolture decorati con piastrelle maiolicate. Lungo il corridoio e intorno ai loculi stessi vi sono decorazioni in pittura, per lo più si tratta di motivi floreali. Sul soffitto è inoltre dipinto lo stemma della Confraternita.

## Confraternita
Nell'oratorio è attestata la Confraternita di Maria Santissima del Rosario al Carminello.